# Onthophagus pygmaeus
Onthophagus pygmaeus är en skalbaggsart som beskrevs av Johann Gottlieb Schaller 1783. Onthophagus pygmaeus ingår i släktet Onthophagus och familjen bladhorningar. Inga underarter finns listade i Catalogue of Life.